# フランツ・グルント・ヘーバー
フランツ・グルントヘーバー（Franz Grundheber 1937年9月27日 - ）はドイツのバリトン歌手。ナチス統治下ドイツのトリーア出身。

## 経歴
1959年に西ドイツのギムナジウムを卒業後、ドイツ連邦軍の空軍に従軍して3年間兵役を勤めた。
1966年にハンブルク州立オペラに入団し力量を発揮してきた。
1986年9月にはカラヤンの指揮の元のベルリン・フィルハーモニー管弦楽団のベートーベンの第九演奏における第四楽章の合唱のバリトンを担当した。